# زنگ شون‌شی
زنگ شون‌شی (چینی: 曾舜晞; پین‌یین: Zēng Shùnxī؛ زادهٔ ۹ اکتبر ۱۹۹۷) که با نام جوزف زنگ نیز شناخته می‌شود، بازیگر اهل چین است.

## حرفه
زنگ فعالیت خود را در سال ۲۰۱۴ به عنوان یکی از اعضای گروه پسرانهٔ فرش تینیجر گیک آغاز کرد؛ اما در سال ۲۰۱۵ برای تمرکز بر بازیگری از گروه جدا شد. او نخستین نقش‌آفرینی خود را در سال ۲۰۱۶ با مجموعه کمدی هپی میتان تجربه کرد. در همان سال، با فیلم اکشن خارج از کنترل وارد سینما شد.
زنگ با ایفای نقش تانگ سی و شش در مجموعه فانتزی اکشن مبارز سرنوشت به شهرت رسید. او سپس نقش اصلی در مجموعه‌های نوجوانانهٔ تا وقتی که جوانیم و برادرم رو دور کن را ایفا کرد.
در سال ۲۰۱۹، زنگ نقش ژانگ ووجی را در مجموعه ووشیای شمشیر بهشتی و خنجر اژدها، اقتباسی از رمان مشهور اثر جین یونگ، بازی کرد. در همان سال، در درام خانوادگی از آن سوی دریا به سوی تو می‌آیم ایفای نقش کرد.